# Mercedes-Benz C218
Mercedes-Benz C218 (eller Mercedes-Benz CLS-klass) är en personbil, tillverkad av den tyska biltillverkaren Mercedes-Benz mellan 2010 och 2018.
Bilen introducerades på bilsalongen i Paris i oktober 2010. I juli 2012 tillkom en kombiversion kallad Shooting Brake.
Versioner:
| Modell      | Årsmodell | Motor                      | Cylindervolym | Effekt     | Bränsle                    |
| ----------- | --------- | -------------------------- | ------------- | ---------- | -------------------------- |
| CLS220 d    | 2015-18   | OM651: 4-cyl radmotor DOHC | 2143 cm³      | 170 hk     | Common rail turbodiesel    |
| CLS250 CDI  | 2011-18   | OM651: 4-cyl radmotor DOHC | 2143 cm³      | 204 hk     | Common rail turbodiesel    |
| CLS350 CDI  | 2011-18   | OM642: 6-cyl V-motor DOHC  | 2987 cm³      | 252-265 hk | Common rail turbodiesel    |
| CLS300      | 2012-18   | M276: 6-cyl V-motor DOHC   | 3499 cm³      | 252 hk     | Direktinsprutning          |
| CLS350      | 2011-14   | M276: 6-cyl V-motor DOHC   | 3499 cm³      | 306 hk     | Direktinsprutning          |
| CLS400      | 2015-18   | M276: 6-cyl V-motor DOHC   | 3499 cm³      | 333 hk     | Direktinsprutning, biturbo |
| CLS500      | 2011-18   | M278: 8-cyl V-motor DOHC   | 4663 cm³      | 408 hk     | Direktinsprutning, biturbo |
| CLS63 AMG   | 2011-18   | M157: 8-cyl V-motor DOHC   | 5461 cm³      | 525-557 hk | Direktinsprutning, biturbo |
| CLS63 AMG S | 2013-18   | M157: 8-cyl V-motor DOHC   | 5461 cm³      | 585 hk     | Direktinsprutning, biturbo |

## Bilder

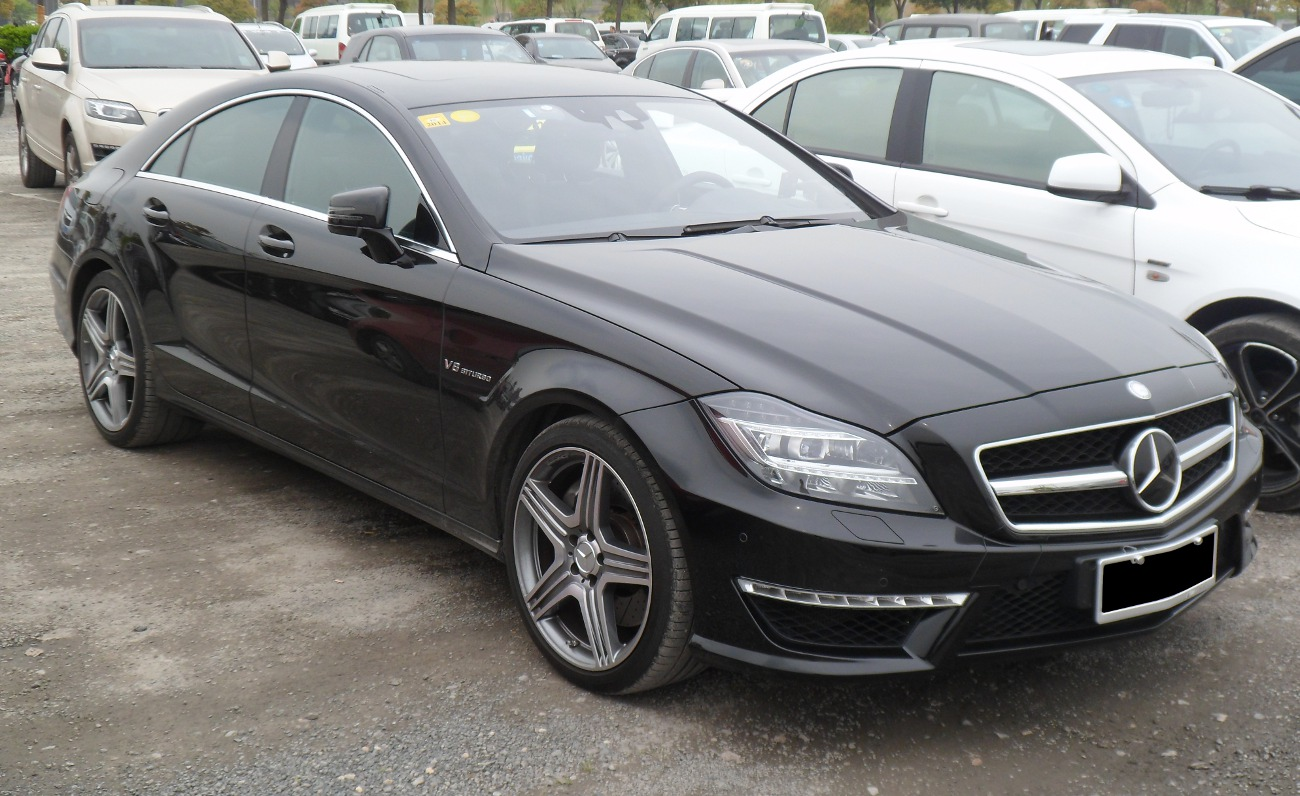
CLS63 AMG.
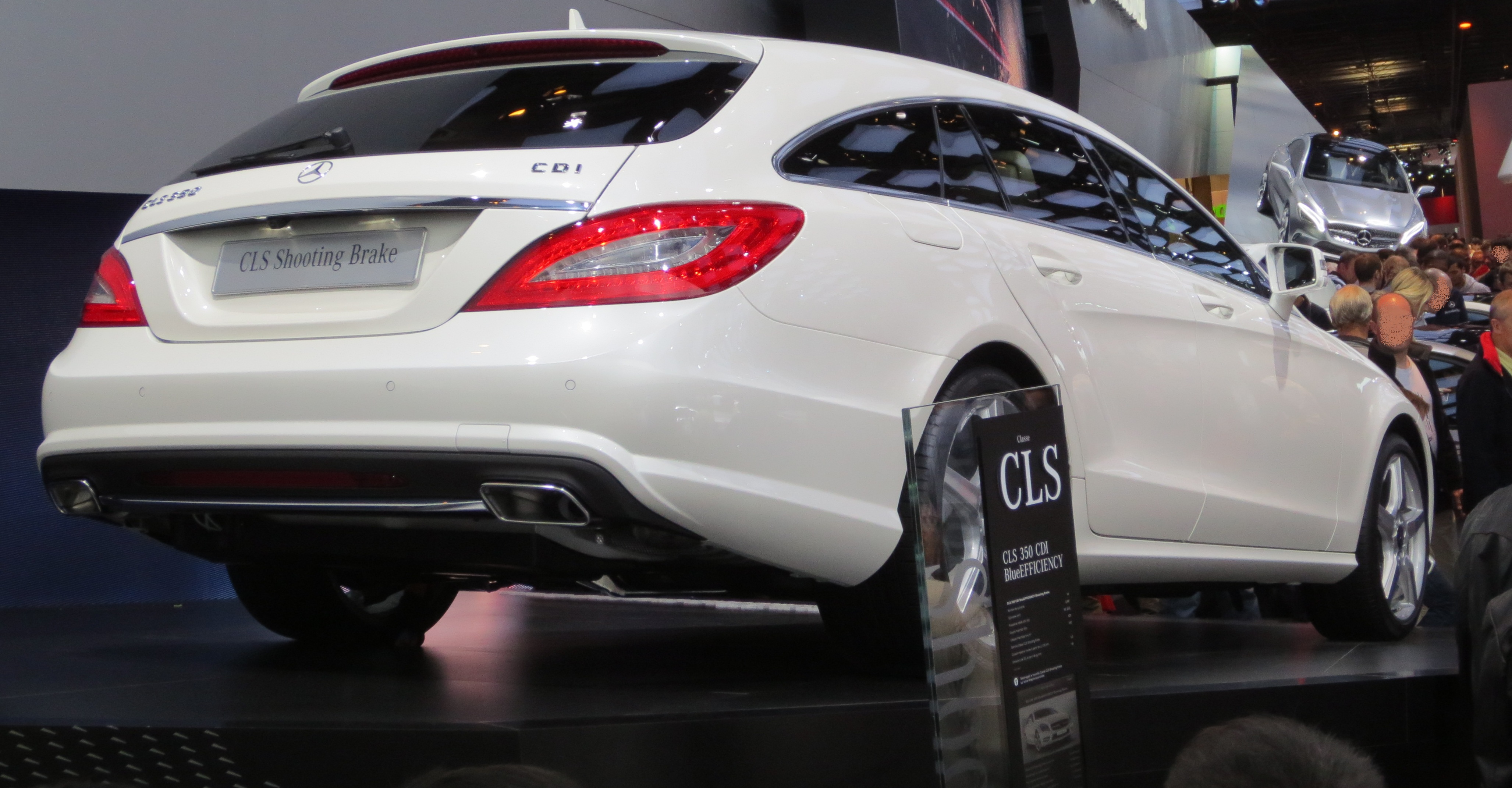
S218 Shooting Brake.